# Гад, Иакинтос
Иакинтос Гад (2.02.1912 г., Греция — 30.01.1975 г., Греция) — прелат Греческой католической церкви, экзарх Греции с 17 февраля 1958 года по 1975 год.

## Биография
Иактинос Гад родился 2 февраля 1912 года в Греции. После получения богословского образования был рукоположён 1 декабря 1935 года в священника.
17 февраля 1958 года Римский папа Пий XII назначил Иакинтоса Гада экзархом Греции и титулярным епископом Грацианополя. 12 марта 1958 года состоялось рукоположение Иактинтоса Гада в епископа, которое совершил патриарх Мелькитской католической церкви Максим V Хаким в сослужении с афинским архиепископом Мариусом Макриотиносом и епископом Сироса и Милоса Георгием Ксенопулосом.
С 1961 по 1964 год Иакинтос Гад участвовал в работе I, II, III и IV сессиях II Ватиканского собора.
В начале 1975 года Иакинтос Гад вышел на пенсию и вскоре 30 января 1975 года скончался.